# 739 Mandeville
För andra betydelser, se Mandeville.
739 Mandeville eller 1913 QR är en stor asteroid i huvudbältet, som upptäcktes 7 februari 1913 av den amerikanske astronomen Joel Hastings Metcalf i Winchester. Den är uppkallad efter staden Mandeville på Jamaica.
Asteroiden har en diameter på ungefär 104 kilometer.